# Ansoáin (Navarra)
Ansoáin (baskisch: Antsoain) ist eine Gemeinde in Navarra in Spanien. Ansoáin hat 10.641 Einwohner (Stand: 2024) und ist damit der achtgrößte Ort von Navarra. Die Gemeinde setzt sich aus zwei Bevölkerungszentren zusammen: Das alte Viertel oder die Altstadt, die sich an den Hängen des Berges Ezcaba oder San Cristóbal befindet und die charakteristischen Eigenschaften eines kleinen Dorfes im Norden Navarras bewahrt hat, und das neue Viertel, das Hauptbevölkerungszentrum und der Ort, an dem sich die meisten Dienstleistungen konzentrieren, das sich im flachen Teil befindet, der an die Hauptstadt Pamplona angrenzt.
Die Nähe zum städtischen Umfeld der Hauptstadt Pamplona hat dazu geführt, dass die Stadt seit 1965 einen großen demographischen Zuwachs erfahren hat und sich von einer ländlichen Gemeinde zu einer für das Becken von Pamplona typischen Industriestadt entwickelt hat. Deshalb hörte sie 1991 auf, einer der Ortsteile der ehemaligen Gemeinde Cendea de Ansoáin zu sein und wurde zu einer unabhängigen Gemeinde.